# Histiotus magellanicus
Histiotus magellanicus és una espècie de ratpenat de la família dels vespertiliònids. Viu a l'Argentina i Xile. El seu hàbitat natural són els boscos. Està amenaçat per la destrucció del seu hàbitat.
Es tracta d'un ratpenat petit, amb una llargada total d'entre 101 i 121 mm. L'avantbraç mesura entre 44,4 i 47 mm, la cua entre 40 i 50 mm, el peu entre 9 i 10 mm, i les orelles entre 21 i 24 mm. Pot pesar fins a 18,8 g.